# Davide (romanzo)
Davide è un romanzo dello scrittore Carlo Coccioli, pubblicato nel 1976. Il libro narra la storia del re biblico David.

## Storia editoriale
Pubblicato nel 1976 dalla Casa Editrice Rusconi, il libro ha conosciuto numerose ristampe e un'edizione nella collana Oscar Mondadori. Nel 2009, è stato riproposto da Sironi, riscuotendo apprezzamenti di rilievo. Anche l'edizione Lindau, del 2021, è stata accolta con notevoli elogi per lo scrittore.
Nel 1976 il libro ha vinto il Premio Selezione Campiello - Giuria dei Letterati e il Premio Letterario Basilicata.

## Trama

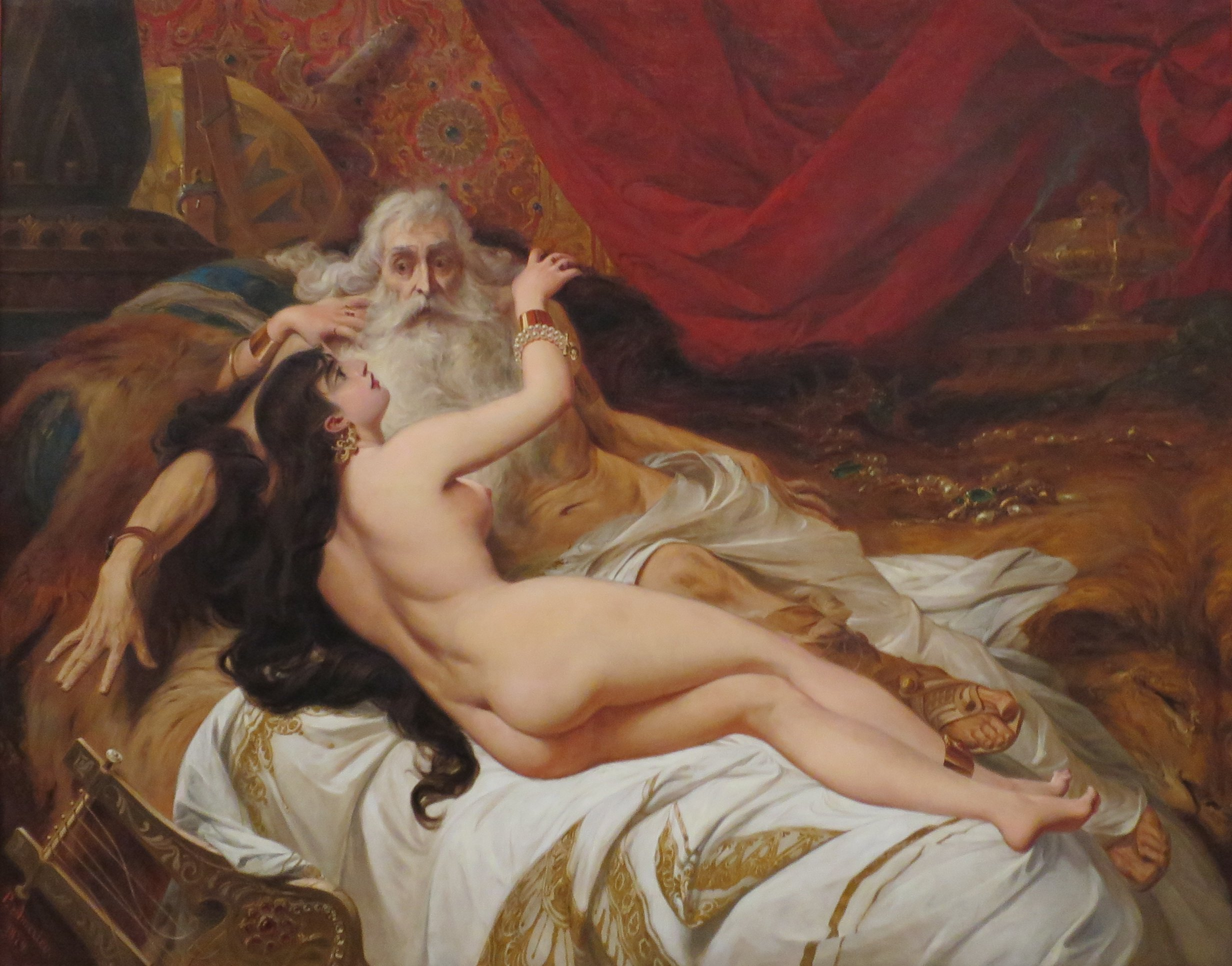
Davide e Abisag (Pedro Américo, 1879)

Il re Davide, confinato in una stanza del palazzo reale, trascorre i giorni che gli restano rievocando l'intera sua vita passata. In ogni momento parla con il suo Signore, il Tetragramma che non osa pronunciare. L'amore che egli manifesta all'Altissimo è continuo e più forte di tutti gli altri sentimenti e sa di aver ricevuto molti doni, molte prove che a sua volta l'Eterno lo ama. In questa sorta di prigionia dorata, a tenergli compagnia è una giovane vergine sunamita di nome Abisag. Davide non si unisce carnalmente a questa fanciulla che, più dolce e tranquilla di un cucciolo ammaestrato, freme di terrore ogni volta che nella camera entrano eminenti personaggi della Corte, come la regina Betsabea, madre di Salomone che ormai regna al posto e con il consenso del padre.
La benevolenza dell'Altissimo si è manifestata per la prima volta quando, nell'età tra la fanciullezza e l'adolescenza, mentre pasceva le pecore del gregge paterno, fu mandato a chiamare e unto da Samuele il profeta, quasi in segreto. Ciò avveniva a Betlemme, nella casa di Yishai. Davide era così il prescelto, l'atteso re d'Israele, sulla quale regnava Saul. Anche Saul era stato unto e nessuno avrebbe dovuto toccarlo, ma una condizione di semi-follia ne faceva un re spesso impossibilitato a svolgere pienamente il suo compito. Ben presto Saul, consigliato in proposito, manda a chiamare il giovinetto Davide perché, con la cetra e l'abilità nel comporre versi e canti, questi riesca ad alleviare la sofferenza del re. Ed ora il vecchio Davide ricorda il piccolo cantore introdotto di soppiatto nel palazzo e congedato quando i suoi servigi avevano ottenuto l'effetto desiderato.
La consuetudine tra Saul e Davide porta il ragazzo sempre più vicino al re, finché un giorno, pervaso dallo spirito divino, egli comprende che deve sfidare Golia, un gigantesco filisteo. L'uccisione di Golia e altre imprese elevano Davide al cospetto di Saul, tanto da divenirne il genero, sposando la figlia minore Mical, bionda, altera e bella quanto il fratello Gionata. Sembra però che il premio più grande per Davide sia il legame che si instaura tra lui e Gionata. Infatti Davide è più volte in urto con la consorte nel corso della vita; a lei preferirà molte altre donne, che sposerà legalmente e dalle quali avrà figli, mentre Mical non darà al marito un solo erede. Invece, tra Gionata e Davide, si sviluppa un amore fraterno (e forse più che fraterno) basato sulla somiglianza delle anime e dei giovani corpi, nonché sulla consapevolezza da parte di Gionata, che il fratello e cognato è prescelto da Dio stesso a una missione eccezionale.
Le vicende che contraddistinguono la giovinezza di Davide sono assai intricate: preso da gelosia verso di lui, Saul cerca più volte di ucciderlo e ciò porta il giovane, ormai uomo, a riparare nella sua terra d'origine, la Giudea. I filistei sono suoi confinanti e perciò Davide intesse rapporti amichevoli e di alleanza con questo popolo, di cui ammira le capacità belliche e metallurgiche. In tal modo, Davide si arricchisce di un esercito personale e può organizzare spedizioni contro lo stesso Saul, non di rado autore di sopraffazioni e stragi. In uno scontro, con i suoi uomini più fidati, Davide si trova in una caverna ben nascosto e d'improvviso si avvede di avere Saul in suo potere: lo risparmia, ma poi proclama di essere innocente verso il re e di non meritare l'ingiustizia cui è sottoposto da anni di vessazioni. Di fronte all'evidenza, Saul dunque permette a Davide di rifugiarsi presso i filistei e il re di Gat gli diede la città di Ziklag.

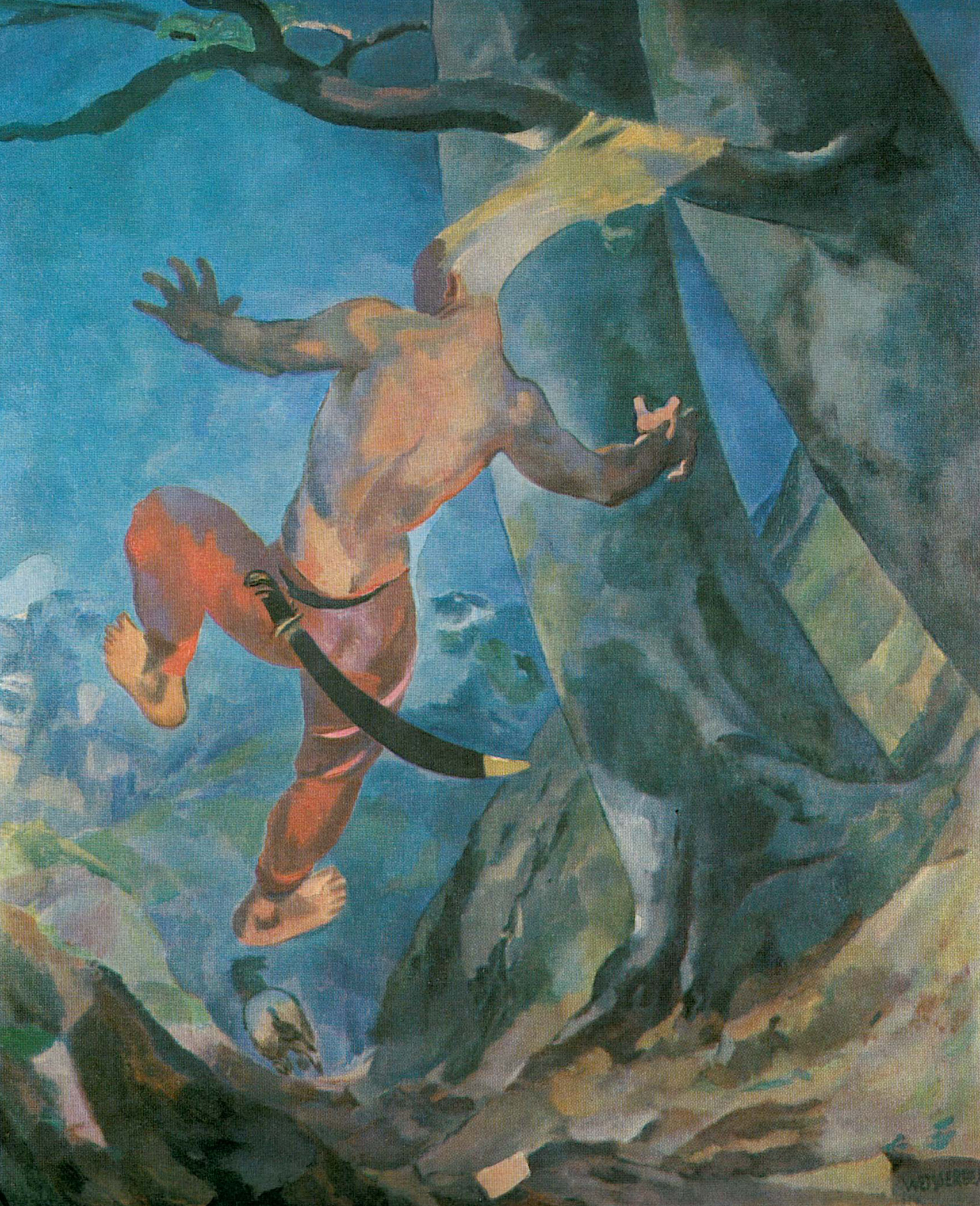
Albert Weisgerber: Assalonne

Tuttavia Saul è prossimo alla fine: muore assieme ad alcuni figli, tra cui Gionata, in un terribile scontro con i filistei, al quale Davide non ha avuto il permesso di partecipare. Non si è perciò macchiato della colpa di aver colpito l'eletto di Dio, ma è giunta l'ora che egli stesso sia l'unico re di tutte le genti israelite, il Messia. Alla missione terrena si oppone ancora una resistenza da parte della casa di Saul: con l'approvazione del congiunto Abner è stato elevato alla regalità Is-Bàal, figlio superstite di Saul. Spazzare questo effimero regno è una semplice impresa, ma Davide non riesce ad impedire la morte di Abner. Egli onora tutti gli scomparsi e mostra benevolenza per Mefiboset, figlio zoppo di Gionata. Ma la pace tra le due casate non avverrà mai, giacché Mefiboset si mostrerà ingrato e infido, come pure Mical, sposa recuperata solo di diritto, non di fatto.
Mai Davide sarà perfetto e mai il suo Dio lo risparmierà. Lo colpirà per gli errori commessi, dalla seduzione di Betsabea, al tentativo di inganno, seguito dalla morte dell'ex marito Uria l'Ittita, alla ribellione del più amato dei figli, Assalonne. Per questo figlio, il dolore non passerà mai, mentre per il bimbo nato da Betsabea e strappatogli da Dio, Davide non piangerà tanto la morte quanto le sofferenze di un innocente. Eppure anche i giorni di Davide non sono infiniti e, dopo molto altro combattere, dopo altri errori, si può abbandonare al perenne dialogo con l'Eterno, sicuro di amarLo incrollabilmente, sicuro di essere ascoltato, compreso, accolto.

## Edizioni
- Carlo Coccioli, Davide: romanzo, Rusconi, Milano 1976
- Carlo Coccioli, Davide: romanzo, Rusconi, Milano 1988
- Carlo Coccioli, Davide, introduzione di Domenico Porzio, A. Mondadori, Milano 1989
- Carlo Coccioli, Davide: [romanzo] Sironi, Milano 2009
- Carlo Coccioli, Davide, Lindau, Torino 2020